# Donkere korstmosuil
De donkere korstmosuil (Bryophila raptricula, eerder geplaatst in geslacht Cryphia) is een nachtvlinder uit de familie Noctuidae, de uilen. De voorvleugellengte bedraagt tussen de 12 en 14 millimeter. De soort komt voor in Midden-Europa en Zuidoost-Europa. Hij overwintert als rups.

## Waardplanten
De donkere korstmosuil heeft als waardplanten allerlei korstmossen, met name Sticta pulmomacea.

## Voorkomen in Nederland en België
De donkere korstmosuil is in Nederland een zeldzame vlinder die in de zuidelijke helft van het land gezien kan worden. Ook in België is het een zeldzame soort, die verspreid over het hele land kan worden gezien. De vlinder kent één generatie die vliegt van halverwege juni tot begin oktober.